# Solanum fernandezianum
Espèce
Solanum fernandezianum est une espèce de plante herbacée vivace de la famille des Solanaceae. Cette espèce, vivace par ses rhizomes, est originaire du Chili où elle est endémique. Elle est apparentée à la pomme de terre cultivée mais, contrairement à celle-ci, elle est diploïde (2n = 2x = 24).
Solanum fernandezianum est naturellement infectée sans présenter de symptômes par plusieurs virus de la pomme de terre (virus Y, virus A, virus de l'enroulement), et constitue, malgré les difficultés d'hybridation, une source de gènes de résistance à ces maladies pour les pommes de terre cultivées.

## Systématique
Solanum fernandezianum et deux espèces proches également endémiques du Chili, Solanum etuberosum Lindl. et Solanum palustre Schltdl., sont classées dans la section Etuberosum du genre Solanum, très proche de la section Petota, qui regroupe environ 200 espèces de pommes de terre cultivées et sauvages et dont elle ne diffère que par l'absence de tubercules. La section  Etuberosum est classée par certains auteurs comme série Etuberosa au sein de la section Petota.

## Distribution
L'aire de répartition de cette espèce se limite à l'île Robinson Crusoe (Masatierra) dans l'archipel Juan Fernández (Chili).
On la trouve dans des habitats mésiques, c'est-à-dire suffisamment humides, sur les versants ombragés ou en fond de vallée, entre 100 et 600 mètres d'altitude.